# 石狩市立花川小学校
石狩市立花川小学校（いしかりしりつはなかわしょうがっこう）は、北海道石狩市花畔に所在する公立小学校。

## 沿革
年表
- 1873年（明治6年）- 開拓使の許可を受け、民家を借り花畔教育所を創立[1]。
- 1882年（明治15年）- 石狩学校花畔分校に改称[1]。
- 1883年（明治16年）- 石狩郡花畔学校に改称[1]。
- 1884年（明治17年）- 木造平屋建ての校舎を新築[1]。
- 1890年（明治23年）- 新築校舎に移転[1]。
- 1891年（明治24年）- 石狩郡花畔小学校に改称[1]。
- 1895年（明治28年）- 石狩郡花川尋常小学校に改称[1]。
- 1896年（明治29年）- 新築校舎に移転[1]。
- 1898年（明治31年）- 補習科を設置[1]。
- 1899年（明治32年）- 志美分教所を開設[1]。
- 1900年（明治33年）- 志美分校を設置、校舎増築[1]。
- 1901年（明治34年）- 志美分校を志美分教場に改称[1]。
- 1902年（明治35年）- 志美分教場が志美尋常小学校に独立、花川村花川尋常小学校に改称、南線分教場と樽川簡易教育所を設置[1]。
- 1904年（明治37年）- 高等科を設置、花川村花川尋常高等小学校に改称[1]。
- 1906年（明治39年）- 南線分教場が南線尋常小学校として独立[1]。
- 1907年（明治40年）- 石狩町と花川村の合併により石狩町花川尋常小学校に改称[1]。
- 1908年（明治41年）- 体操場・中央玄関増築、志美小・南線小・樽川小を統合[注 1][1]。
- 1912年（明治45年）- 樽川分教場が樽川尋常小学校として独立[1]。
- 1924年（大正13年）- 校舎改修増築工事[1]。
- 1926年（大正15年）- 青年訓練所を併置[1]。
- 1929年（昭和4年）- 志美分教場が志美尋常小学校として独立[1]。
- 1930年（昭和5年）- 実業補習学校を併置[1]。
- 1933年（昭和8年）- 校章を制定[1]。
- 1935年（昭和10年）- 青年訓練所を廃止して花川青年学校を併置[1]。
- 1936年（昭和11年）- 校旗を制定[1]。
- 1938年（昭和13年）- 南線分教場が南線尋常小学校として独立[1]。
- 1941年（昭和16年）- 石狩町花川国民学校と改称[1]。
- 1947年（昭和22年）- 石狩町立花川小学校と改称、花川中学校を併設[1]。
- 1948年（昭和23年）- 花川青年学校を廃止[1]。
- 1954年（昭和29年）- 校舎改築工事[1]。
- 1960年（昭和35年）- 校歌と校旗を制定、校旗を変更、花川中学校が分離[1]。
- 1972年（昭和47年）- 木造二階建校舎増築工事[1]。
- 1974年（昭和49年）- 樽川小学校の閉校し統合[1]。
- 1975年（昭和50年）- プレハブ校舎を増築[1]。
- 1976年（昭和51年）- 鉄筋二階建校舎増築工事[1]。
- 1977年（昭和52年）- 若葉小学校が分離[1]。
- 1978年（昭和53年）- 志美小学校が統廃合[1]。
- 1982年（昭和57年）- 鉄筋二階建校舎を増築[1]。
- 1983年（昭和58年）- 新体育館が完成[1]。
- 1987年（昭和62年）- 通学区域変更[1]。
- 1988年（昭和63年）- 校舎改修工事[1]。
- 1996年（平成8年）- 市制施行により石狩市立花川小学校に改称。
- 1997年（平成9年）- 鉄筋二階建校舎を増築[2]。
- 2000年（平成12年）- 旧校舎2階2教室を普通教室に改修転用[2]。
- 2002年（平成14年）- 旧校舎1階図書室を普通教室に改修転用[2]。
- 2003年（平成15年）- 緑苑台小学校が分離[2]。
- 2008年（平成20年）- 特別支援学級（2学級）を開設[2]。
- 2009年（平成21年）- 通級指導教室を開設[2]。

## 教育目標
ふるさとを愛し、主体的に生きる子どもの育成。
- 「知」学びつづける子[3]
- 「徳」思いやりのある子[3]
- 「体」たくましい子[3]

## 通学区域
通学区域は以下の通り。
- 花川北6条1丁目 - 3丁目・5丁目
- 花川北7条1丁目 - 3丁目
- 新港中央1丁目 - 4丁目
- 新港東1丁目 - 2丁目・4丁目
- 新港南1丁目 - 3丁目
- 花畔1条1丁目 - 2丁目
- 花畔2条1丁目
- 花畔3条1丁目
- 花畔4条1丁目
- 花畔（354番地を除く）

## 進学先中学校
- 石狩市立花川中学校

## 交通アクセス
- 北海道中央バス（石狩営業所）
  - （麻13・麻14・麻15・麻16）花畔団地線「花畔中央」停留所下車、徒歩1分[5]。
  - （43・宮47）手稲線「花畔中央」停留所下車、徒歩1分[6]。
  - （栄19）栄町花川線「花畔中央」停留所下車、徒歩1分[6]。